# Mark Baker
Mark Baker (Londres, 8 de abril de 1959) é um cineasta britânico. Foi indicado ao Oscar de melhor curta-metragem de animação por The Hill Farm (1988), The Village (1993) e Jolly Roger (1998).
Em 2004, Mark Baker fez o desenho de Peppa Pig